# Tadeusz Tulidziński
Tadeusz Tulidziński (ur. 22 października 1932 w Toruniu) – polski hokeista na trawie występujący na pozycji bramkarza, olimpijczyk z Helsinek 1952. Reprezentował klub Pomorzanin Toruń.
Pierwotnie trenował piłkę nożną Następnie zmienił dyscyplinę na hokej na trawie. Po roku miesiącach treningów otrzymał powołanie do reprezentacji polski na Igrzyska Olimpijskie w Helsinkach. Był rezerwowym bramkarzem i nie wystąpił w żadnym spotkaniu.

## Źródła
- Bogdan Tuszyński, Henryk Kurzyński: Leksykon olimpijczyków polskich. Od Chamonix i Paryża do Vancouver 1924–2010. wyd. PKOl, b.m. i d.w. Str 186